# Zoran Janković (Fußballspieler)
Zoran Janković (serbisch-kyrillisch Зоран Јанковић; * 8. Februar 1974 in Inđija) ist ein ehemaliger serbischer Fußballspieler und derzeitiger -trainer mit bulgarischer Staatsbürgerschaft. Er bestritt insgesamt 277 Spiele in der jugoslawischen Prva liga, der bulgarischen A Grupa, der chinesischen Super League, der zyprischen First Division und der serbischen SuperLiga. In den Jahren 2002 und 2005 gewann er mit Dalian Shide die chinesische Meisterschaft.

## Spielerkarriere
Während seiner Karriere trat der 1,80 m große Rechtsfüßer Janković für die Vereine Železnik, Vojvodina (beide Serbien), Litex Lowetsch (Bulgarien), Dalian Shide (China), Ethnikos Achnas (Zypern) und Inđija an. Er ist Stürmer und Allrounder.
Janković erhielt von 2002 bis 2007 30 Berufungen in die Bulgarische Fußballnationalmannschaft und erzielte dabei zwei Tore. Er war auch Mitglied der bulgarischen Mannschaft bei der Fußball-Europameisterschaft 2004 in Portugal.

## Erfolge
- Chinesischer Meister: 2002, 2005
- Chinesischer Pokalsieger: 2005
- Bulgarischer Pokalsieger: 2001, 2004, 2008